# David Lapham
David Lapham, detto "Dave" (New Jersey, 1970), è un fumettista statunitense.
La sua opera più nota è il fumetto indipendente Stray Bullets (letteralmente "Pallottole vaganti"; da notare che il fumetto viene pubblicato in Italia con il titolo originale), grazie al quale ha vinto due Eisner Award: nel 1996 come miglior scrittore/disegnatore e nel 1997 con Stray Bullets: Innocence of Nihilism (Stray Bullets: L'innocenza del nichilismo), quale miglior ristampa in volume.

## Carriera
Lapham è un autodidatta, innamoratosi dei fumetti dopo aver letto i numeri di Daredevil realizzati da Frank Miller. Scoperto da Jim Shooter, iniziò a lavorare nel 1990 per la Valiant Comics (poi divenuta Acclaim). Per la Valiant lavorò su alcuni dei personaggi di punta della casa editrice, come Magnus, RAI, HardC.O.R.P.S, Shadowman e Harbinger.
Si unì a Shooter alla Defiant Comics dove crearono insieme Warriors of Plasm nel 1993. Dello stesso anno è una prima collaborazione con la DC Comics, con un annual di Superman, di cui realizzò solo le matite.
Nel 1995, con la moglie Maria, organizza la propria casa editrice El Capitan Books per pubblicare Stray Bullets, di cui realizza sceneggiature, disegni e lettering. Alla fine di quell'anno la Miramax lo mise sotto contratto per scrivere e dirigere un film tratto dal fumetto, ma per ragioni mai chiarite non se ne fece nulla.
Nel 2000 Lapham si prese una pausa dal suo Stray Bullets per produrre, sempre con la sua etichetta El Capitan Books, Murder Me Dead una serie di nove episodi, di atmosfera "nera". Un giallo a forti tinte ambientato a Hollywood. Conclusa nel 2001, è inedita in Italia.
Nel 2004 ha avuto un'altra nomination per gli Eisner Award con There Are No Flowers In The Real World, una storia breve di 16 pagine ambientata nell'universo di Matrix creato dai fratelli Wachowski.
Nel 2005 Lapham incomincia a cercare più lavori nel fumetto mainstream (espressione gergale con cui in USA si definiscono i fumetti di maggior successo e presa sul pubblico). Scrive una saga per il Darkness della Top Cow Comics, intitolata Hell House,  pubblicata nella seconda serie (numeri dal 17 al 20); realizza la sceneggiatura di City of Crime, una storia di Batman per la testata Detective Comics (numeri dall'801 all'812) e scrive e disegna una miniserie di 6 albi per la Marvel Comics, Daredevil Vs. Punisher.
Continua a produrre nuove storie di Stray Bullets (che, seppur con cadenza irregolare, ha raggiunto le 40 uscite) e sta lavorando ad un nuovo progetto dal titolo The Parallax Man. Tuttavia, Lapham si sta concentrando sul lavoro con le "major". Per la DC ha sceneggiato, in coppia con Will Pfeifer, Tales of Unexpected, una miniserie di otto numeri disegnata da Cliff Chiang e Eric Battle con protagonista il nuovo Spettro (2006); per la Marvel ha scritto Giant Size Wolverine n. 1 (ottobre 2006), disegnato da David Aja, Terror Inc. nn. 1-5 (disegni di Patrick Zircher, 2007-2008), Spider-Man: With Great Power... con Tony Harris per l'etichetta Marvel Knights (2008). Per la linea Vertigo ha scritto e disegnato Silverfish (graphic novel di 160 pagine, 2007) e Young Liars (2008-in corso di pubblicazione).

## Opere principali

### Libri in edizione originale

#### Stray Bullets cartonati
- 1: Innocence Of Nihilism (ristampa e raccoglie i numeri 1-7)
- 2: Somewhere Out West (ristampa e raccoglie i numeri 8-14)
- 3: Other People (ristampa e raccoglie i numeri 15-22)

Esiste, inoltre, un cofanetto che raccoglie i tre volumi cartonati (Slipcase Edition)

#### Stray Bullets in brossura
- 1: ristampa e raccoglie i numeri 1-4
- 2: ristampa e raccoglie i numeri 5-8
- 3: ristampa e raccoglie i numeri 9-12
- 4: ristampa e raccoglie i numeri 13-16
- 5: ristampa e raccoglie i numeri 17-20
- 6: ristampa e raccoglie i numeri 21-24
- 7: ristampa e raccoglie i numeri 25-28
- 8: ristampa e raccoglie i numeri 29-32

#### Edizione del decennale
È iniziata nel 2005
- 1: Innocence of Nihilsm 10th Anniversary ristampa e raccoglie i numeri 1-7
- 2: Somewhere Out West 10th Anniversary ristampa e raccoglie i numeri 8-14
- 3: Other People 10th Anniversary ristampa e raccoglie i numeri 15-22

#### Altri volumi
- Amy Racecar Collection Volume 1, El Capitan Books (2003)
- Murder Me Dead, El Capitan Books  (2001)
- Silverfish, DC Comics/Vertigo (giugno 2007)

### Periodici
- Murder Me Dead numeri 1-9 (2000-2001)
- Amy Racecar Colour Specials numeri 1-2 (1997-1999)
- Stray Bullets (1995 - in corso di pubblicazione)
- Detective Comics - City of Crime (numeri dall'801 all'812, 2005)
- Terror Inc. nn. 1-5, Marvel Comics (ottobre 2007 - aprile 2008)
- Spider-Man: With Great Power... nn. 1-5, Marvel Comics (marzo-luglio 2008)
- Young Liars nn. 1-in corso, Vertigo (maggio 2008-ottobre 2009)

#### Storie brevi
- There Are No Flowers... in The Matrix Comics (2003)